# Tokyo!
Tokyo! (Originaltitel: Tokyo!, deutsch nur vereinzelt unter Tokio!) ist ein in der titelgebenden Metropole gedrehter dreiteiliger Episodenfilm aus dem Jahr 2008. Die Regie der einzelnen Teile verantworteten Michel Gondry, Léos Carax und Bong Joon-Ho, Grundlage für Gondrys Beitrag war ein Comic von Gabrielle Bell. Tokyo! wurde bei den 61. Internationalen Filmfestspielen von Cannes in der Sektion Un Certain Regard gezeigt, ihre deutsche Erstaufführung hatte die Anthologie beim Asia Filmfest (2008) in München.

## Handlung

### Michel Gondry:Interior Design
Ein junges Paar besucht Bekannte in Tokio. Befreundet sind die beiden Frauen – der Partner der Besucherin ist ein nicht etablierter Filmemacher, jener der Gastgeberin lebt vorübergehend auch in der winzigen Stadtwohnung. Die Gäste wollen versuchen, in Tokio Fuß zu fassen. Der junge Filmer hat eine seiner Arbeiten dabei, die er den Freunden zeigt und die auch öffentlich vorgeführt wird. Nach und nach wird die Wohnsituation zu viert beengend, der Druck auf die Gäste, sich selbstständig zu machen, steigt. Sie suchen eine Wohngelegenheit und Jobs, um die Miete zu finanzieren. Die junge Frau fühlt sich zunehmend unwohl und auch einsam. Eines Tages verwandelt sie sich unterwegs in der Stadt in einen Stuhl. Ein Mann nimmt das vermeintlich als Sperrmüll abgestellte Möbelstück mit. In seiner Wohnung wird der Stuhl – während der Abwesenheit des Mannes – wieder zur Frau und genießt die Zeit für sich, auch die Umgebung. Kommt der Mann heim, verwandelt sich das unbemerkte Wesen rechtzeitig wieder zurück in einen Teil des Inventars. Der Besitzer spürt, dass es mit diesem Stuhl etwas Besonderes auf sich hat und schließt das Möbelstück in sein Herz. Die Hauptfigur, das wandelbare Frau/Stuhl-Wesen, ist zufrieden.

### Léos Carax:Merde
Tokio wird von einem mysteriösen Fremden heimgesucht: Der gnomartige Unhold (rotes Haar, Vollbart, smaragdgrüner zweiteiliger Anzug ohne Hemd unterm Sakko) lebt in der Kanalisation und kommt von dort immer wieder an die Oberfläche, indem er aus einem Gully herauf steigt. Die Unberechenbarkeit seines Auftauchens und seiner Handlungen versetzen die Stadtbewohner in Angst und Schrecken, obwohl der Kobold anfänglich auf eher harmlose Art und Weise verhaltensauffällig scheint und beispielsweise Zigaretten stiehlt. Später wird er rabiat und wirft Handgranaten. Alle Medien berichten zeitnah von den neuesten Sichtungen der Gestalt, die dann auch bald gefasst und inhaftiert wird. Für den Prozess, der von der Öffentlichkeit hoch interessiert verfolgt wird, gelingt es, aus Frankreich einen Pflichtverteidiger zu bestellen, der der ansonsten unbekannten Sprache von „Monsieur Merde“ mächtig ist und auch äußerlich einige Gemeinsamkeiten mit dem Delinquenten hat. In der Bevölkerung, die nun, medial herbeigeführt und gespiegelt, regen Anteil am Schicksal des Angeklagten nimmt, kommt es zu Gruppenbildungen Pro und Kontra Merde.

### Bong Joon-Ho:Shaking Tokyo
Ein Mann mittleren Alters lebt seit über zehn Jahren als Hikikomori. Sein einziger Kontakt zur Außenwelt ist die Annahme von Bestelltem, etwa per Essens-Lieferservice. Jeden Samstag bestellt er Pizza – nach der Mahlzeit stapelt er die Schachteln fein säuberlich in seiner sehr vollen, zugleich penibel sortierten Behausung. Eines Tages kommt es, während der wie immer auf das Allernötigste an Austausch reduzierten Übergabe, zu einem Erdbeben. Die Pizzabotin verliert das Bewusstsein. Diese Situation setzt den Kunden massiv unter Stress, er kann sich jedoch so weit fassen, dass er versucht, behilflich zu sein. Als die junge, hübsche Frau wieder zu sich kommt, sprechen der Mann und sie kurz. Dabei äußert sie sich anerkennend über den Zustand seiner Wohnung. Wenig später wird die Pizza von einer anderen Person gebracht. Der Mann erkundigt sich nach dem Verbleib seiner gewohnten Zustellerin und erfährt, dass sie gekündigt habe. Er kann ihre Adresse in Erfahrung bringen. Mit größter Überwindung verlässt er sein Haus, um sie aufzusuchen. Während er unterwegs ist, bebt die Erde wieder – und der Mann findet die Gesuchte, bei der es sich offensichtlich auch um einen Menschen ähnlicher Veranlagung handelt.

## Entstehung und Hintergrund
Michel Gondry und Léos Carax waren nicht von Anfang an für dieses Projekt eingeplant: Bei einem Publikumsgespräch, zitiert im Magazin Interview, gab Gondry an, ursprünglich sei vorgesehen gewesen, Bong Joon-Ho mit Aki Kaurismäki und Abbas Kiarostami zu kombinieren. Ersterer äußerte an anderer Stelle, es habe keinerlei Kontakt oder Abstimmung unter den drei Regisseuren gegeben, jeder sei für seinen Beitrag völlig frei und unabhängig gewesen.
Interior Design basiert auf Gabrielle Bells Cecil and Jordan in New York. Die 2004 gezeichnete Titelgeschichte des gleichnamigen Sammelbandes mit Geschichten der Comickünstlerin (Cecil and Jordan in New York. Stories by Gabrielle Bell) erzählt in Ich-Form von einem eisigen Dezember, in dem die Erzählerin und ihr Partner, ein aufstrebender Jungfilmer, bei einer Freundin der Erzählerin in Brooklyn einquartiert sind, bis die Hauptfigur sich, zu Fuß unterwegs durch die Stadt, unversehens in einen Stuhl verwandelt. Gondry und Bell, die selbst zuvor einmal ein Paar gewesen waren, schrieben das Drehbuch nach Bells Comic gemeinsam und waren zu dem Zweck auch gemeinsam in Japan. In der Geschichte geht es unter anderem um beengte Wohnverhältnisse – Bell fand, dass die Umstände fast noch besser nach Tokio mit seinen Miniapartments passten als nach New York. Bei Garden of Degradation, dem Film im Film, führte Bell Regie.
Über seinen Anteil, Merde, sagte Léos Carax, sein Monster sei näher an Charlie Chaplins Tramp als an Godzilla. Mit Denis Lavant, der die Hauptrolle des anarchischen Terroristen spielt, hatte er bereits zuvor mehrmals gedreht. Die Rolle des Anwalts, der in der Lage ist, sich mit Merde zu verständigen, übernahm Jean-François Balmer, dessen Performance dem Filmkritiker Jonathan Rosenbaum als beinahe so extravagant wie jene von Lavant erschien. Zur Fantasiesprache dieser beiden Protagonisten erläuterte Carax, er habe sie vornezu bei Bedarf, quasi Wort für Wort, erfunden. Manchmal verwendete er dafür Vokabular aus dem Englischen, Französischen oder Russischen, oder „ein Wörterbuch afrikanischer Dialekte“. Die Figur des Monsieur Merde griff Carax vier Jahre später in seinem Spielfilm Holy Motors, wieder mit Denis Lavant, auf. Anlässlich der Verleihung eines Ehrenleoparden an Carax wurde Tokyo! beim Locarno Film Festival (2012) gezeigt.
Schon gegen Ende der Dreharbeiten zu The Host sei Bong Joon-Ho von comme des cinéma angefragt worden und habe seine Beteiligung umgehend zugesagt. Die Stadt Tokio als Vorgabe einerseits, die Gattung Episodenfilm andererseits habe ihn gereizt. Die Idee des Wachrüttelns sei im Zentrum seines doppeldeutigen Titels Shaking Tokyo gestanden, das Erdbeben als Bild dafür sei später dazu gekommen. Teruyuki Kagawa and Yu Aoi habe er bereits beim Schreiben des Drehbuchs in den Hauptrollen vor sich gesehen, nur ersteren konnte er sich als schüchternen und dennoch stolzen Einsiedler vorstellen. Gedreht wurde in Kugayama, westlich von Shinjuku.

## Würdigungen
- 2008: Menton spéciale und Prix Titra Film beim Neuchâtel International Fantastic Film Festival (Internationaler Wettbewerb)[11]

## Rezeption
Als „eigenwillig-reizvolle, durchaus gewöhnungsbedürftige und vielfach gebrochene Hommage an die Metropole Tokio“ ist Tokyo! im Lexikon des Internationalen Films charakterisiert. Michael Sennhauser formulierte nach der Filmpremiere in Cannes, Tokyo! sei einer jener seltenen Fälle, in denen Episodenfilme nicht nur „Festivalfutter“, sondern auch „Kinokandidaten“ seien: „Jeder der drei ohnehin schon eher schrägen Regievögel hat sich mit seinem jeweiligen Beitrag zu diesem Omnibus noch einmal selber übertroffen.“ „Überraschend inspiriert“ erschien Tokyo! Daniel Kasman (Notebook, Mubi), den Kurzfilm Merde über den gleichnamigen „ur-gaijin“ sah er in diesem Jahr gar als „the first masterpiece of Cannes“. Interior Design fand er clever und vielversprechend, während er sich Shaking Tokyo! gegenüber recht zurückhaltend äußerte.
In Variety äußerte sich Justin Chang und bezeichnete Tokyo! als den „fiesen, asiatischen Geschwisterfilm“ zu Paris, je t’aime. Ihm, Chang, erschien Interior Design (Gondry) als überragend. Zusammenfassend sei das cineastische Triptychon „uneven but enjoyable“. Auch Bill Gibron (Popmatters), der festhielt, dass verschiedene Aspekte der japanischen Metropole erkundet und systematisch dekonstruiert würden, bemerkte den Anteil der Liebeserklärung: „Some may consider it a callous critical evaluation. In truth, it’s nothing short of a luxuriant love letter.“ Eindeutig zu Gunsten von Merde (Carax) fiel das Urteil in Le Monde aus.
Die New York Times betitelte ihre Kritik mit Strangers in Japan’s Neon Wonderland, der Filmkritiker der Village Voice leitete seine Besprechung der filmischen Anthologie ein mit der rhetorischen Frage „Does anyone remember Japan?“ und bezeichnete das Werk als Besuch im „Land of the Lost Decade“. Näher auf den Film ging das Slant Magazine ein, wobei es Merde als die bei weitem stärkste der drei Episoden wertete, zum einen durch die dominante Kreatur des Merde, zum anderen aufgrund des reinen Kinos („pure cinema“) des Regisseurs und seiner Kamera. Der Ort der Handlung und ein Sinn für Surrealismus („their location and a shared taste for surrealism“) seien die verbindenden Elemente der drei Teile von Tokyo!, so npr.
Teilweise erschienen auch Kritiken zu den je einzelnen Episoden: Im Filmkalender des Schüren Verlags (2010) hieß es über Merde, dieser Film sei „eine Frechheit, eine burleske Provokation“, zudem „ein Anschlag auf den guten Geschmack, eine anarchische digitale Farce, die ebenso viel vom Filmgeschäft verrät wie vom Terrorwahn nach dem 11. September 2001“. Der Protagonist sei „ein zotteliger Quasimodo, der die Menschen hasst und das Leben liebt“, dem Autor des Essays erschien besagter Merde „als eine düstere Märchenfigur“. Anlässlich des folgenden Caraxschen Langfilms Holy Motors (2012) wiesen die Feuilletons auf den Vorläufer der Figur Merde aus dem gleichnamigen Kurzfilm von 2008 hin. Als „vernichtungslustigen Carax-Kurzfilm“ bezeichnete etwa der Kritiker der taz Merde im Rückblick, auch The New Yorker erinnerte an den „anarchic gnome“ aus dem „compilation film Tokyo!“.